# Gisela (757–810)
Gisela, född 757, död 810, var en frankisk prinsessa och abbedissa. Hon var dotter till kung Pippin den lille och Bertrada av Laon och syster till kejsar Karl den store.
Gisela trolovades först med Leo IV (kejsare) och 770 med prins Adalgis, son till Desiderius. Ingen av de två trolovningarna resulterade i äktenskap, och hon fick istället tillstånd att bli nunna. 
Hon blev nunna vid Abbaye Notre-Dame-des-Chelles, där hon var abbedissa 800-810. Under hennes tid var klostret ett kulturellt centrum, med ett scriptorium som tillhörde de mest framstående i något av Europas nunnekloster, och spelade en roll i den så kallade karolingiska renässansen. Hon brevväxlade under 790-talet med Alcuin. Hon uppges ha haft ett gott förhållande till sin bror Karl den store.